# Vice (песня Миранды Ламберт)
«Vice» — песня американской кантри-певицы и автора-исполнителя Миранды Ламберт, вышедшая 18 июля 2016 года в качестве первого сингла с его 6-го студийного альбома The Weight of These Wings (2016). Песня достигла позиции № 2 в американском хит-параде Billboard Country Songs. Авторами песни выступили Миранда Ламберт, Josh Osborne, Шейн Маканалли.
Песня номинированна на премию Грэмми-2017 в категориях Best Country Solo Performance и Best Country Song.
Журнал Rolling Stone назвал «Vice» одной из лучших песен 2016 года в своём итоговом списке «50 Best Songs of 2016» (№ 31).

## История
«Vice» дебютировал на позиции № 47 в хит-параде Billboard Hot 100 и достиг позиции № 2 в американском хит-параде кантри-музыки Billboard Hot Country Songs, и позиции № 47 Billboard Hot 100.
Тираж сингла достиг 470,000 копий в США к декабрю 2016 года и к марту 2017 года до 508,000 копий в США.

## Музыкальное видео
Режиссёром музыкального видео выступил Трей Фанджой, а премьера состоялась в сентябре 2016. Клип начинается с осмотра разбитой машины, из которой Ламберт в конце концов выбирается, спотыкаясь. Затем она идёт по просёлочной дороге прочь от места аварии и в конце концов приходит в небольшой городок, где останавливается в баре, чтобы выпить. Затем она продолжает идти, пока не подходит к перекрестку, где к ней подъезжает машина, похожая на ту, что была в начале видео, без водителя за рулем. Она садится на заднее сиденье автомобиля, и видео заканчивается тем, что он уезжает.

## Награды и номинации
| Год  | Награда          | Категория                        | Результат |
| ---- | ---------------- | -------------------------------- | --------- |
| 2017 | Грэмми-2017      | Лучшее сольное кантри-исполнение | Номинация |
| 2017 | Грэмми-2017      | Лучшая кантри-песня              | Номинация |
| 2017 | ACM Awards       | Video of the Year                | Номинация |
| 2017 | ACM Awards       | Single Record of the Year        | Номинация |
| 2017 | ACM Awards       | Song of the Year                 | Номинация |
| 2017 | CMT Music Awards | Video of the Year                | Номинация |
| 2017 | CMT Music Awards | Female Video of the Year         | Номинация |

## Чарты
| Чарт (2016)                         | Высшая позиция |
| ----------------------------------- | -------------- |
| Канада (Billboard Canadian Hot 100) | 78             |
| Канада (Billboard Country)          | 4              |
| США (Billboard Hot 100)             | 47             |
| США (Billboard Country Airplay)     | 11             |
| США (Billboard Hot Country Songs)   | 2              |

| Чарт (2016)                       | Позиция |
| --------------------------------- | ------- |
| США Country Airplay (Billboard)   | 58      |
| США Hot Country Songs (Billboard) | 30      |

## Сертификации
| Регион                                                                      | Сертификация  | Продажи |
| --------------------------------------------------------------------------- | ------------- | ------- |
| Канада (Music Canada)                                                       | Золотой       | 40 000  |
| США (RIAA)                                                                  | 2× Платиновый | 508,000 |
| Данные о продажах + прослушиваниях приведены только на основе сертификации. |               |         |